# Boku no Pico
Boku no Pico (ぼくのぴこ, Boku no Piko) é uma série de OVA dos gêneros shotacon e hentai, composta por apenas três episódios dirigidos por Yatabe, Katsuyoshi.
O produtor descreveu-o como "o primeiro anime shotacon do mundo". A série consiste em três episódios, bem como um mangá com um capítulo único, um jogo de computador e uma compilação de vídeos musicais. Devido ao alto custo de produção de anime, os personagens e conteúdos foram intensamente testados antes do início da produção.

## Personagens
Pico (ぴこ, Piko)
O menino loiro pré-adolescente de doze anos, nascido no dia 16 de julho, que trabalha em tempo parcial no bar de seu avô no verão, é o protagonista titular da série. Muitas vezes ele é mostrado na natação, normalmente nu ou de sunga azul, depois de Mokkun sugerir. Mais tarde, Tamotsu o magoa, já que não definiu sua relação com Pico. 
Tamotsu (タモツ)
Apelidado de "Mokkun" por Pico, ele é um lindo jovem. Depois de seduzi-lo, ele compra para Pico uma roupa, completa, com colar e calcinha, que ele o convence a usar, apesar dos protestos iniciais de Pico. Na maior parte, via Pico apenas como um objeto sexual, embora mais tarde mostre verdadeira preocupação com Pico depois que ele desaparece. 
Ojiisan (おじいさん)
É avô de Pico e dono de um bar. Quando Pico o visita para o verão, Pico ajuda-o como garçom, vestindo um avental com babados rosa. Ojiisan sugere que Pico e Tamotsu passem o tempo juntos.
Chico (ちこ, Chiko)
Um menino de cabelos castanhos, que desenvolve um relacionamento sexual com o Pico. Ele é mais jovem e menos experiente sexualmente que Pico. Ele nada frequentemente ao ar livre nu, no córrego perto de sua casa. Secretamente, vê a sua irmã mais velha se masturbar no quarto. Na maioria dos casos, Chico é ativo em Pico, apesar da idade. Ele vive com sua irmã em uma casa grande, numa zona florestal isolada.
Oneesan (お姉さん, Onēsan)
Ela é a irmã mais velha de Chico e a responsável por ele. Ela é alta, com o cabelo azul-escuro. Depois de ser espiada, por uma rachadura no teto, pelos meninos, se masturbando, ela é a causa indireta da relação sexual dos dois. Ela tem uma grande coleção de roupas de fetiche e brinquedos sexuais que Pico e Chico usam sem sua permissão. Mais tarde, ela masturba-se em um canto quando encontra os meninos fazendo sexo, quando voltava da mercearia.
Coco (ここ, Koko)
Um menino afeminado de longos cabelos negros, ele vive em um forte debaixo do metrô. Coco tem relações sexuais com Pico e Chico. Depois, inadvertidamente, provoca alguns atritos no relacionamento deles, Coco decide se distanciar do Pico e Chico, apesar de achá-los novamente na Torre de Tóquio.

## OVAs
1.ª - Boku No Pico
Lançado em 7 de setembro de 2006
Um menino afeminado chamado Pico, trabalha no bar de seu avô durante o verão, com a esperança de fazer alguns amigos. Tamotsu está na praia e vê Pico por uma luneta. Ele se apaixona por Pico imediatamente. Mais tarde, ele o encontra no restaurante de Ojiisan, avô de Pico, que sugere que eles passem mais tempo juntos. Quando estão no carro, Tamotsu assedia Pico. No outro dia, Tamotsu, que é apelidado de Mokkun por Pico, compra uma roupa e o convence a usar. Eles fazem sexo e Pico pergunta se Mokkun o ama. Ele não diz nada e Pico sai revoltado, corta boa parte de seus cabelos e desaparece. Mokkun o procura desesperadamente e o acha perto de um cemitério. Eles vão à praia e fazem sexo.
2.ª - Pico e Chico
Lançado em 19 de abril de 2007
Pico encontra um menino chamado Chico nadando nu em um córrego, e os dois se tornam amigos. Mais tarde, na casa de Chico, Chico leva Pico ao seu sótão, onde os dois espiam a irmã de Chico se masturbar. Pico, em seguida, mostra a Chico que sabe fazer isso, e os dois fazem sexo.
Especial - Pico - Boku no Chiisana Natsu Monogatari
Lançado em 11 de novembro de 2007
Uma versão editada do primeiro OVA, com conteúdo mais adequado para espectadores menores de 18 anos.
3.ª - Pico x Coco x Chico
Lançado em 9 de outubro de 2008
Pico e Chico encontram um garoto chamado Coco, que vive em um forte debaixo do metrô. Pico lentamente começa a se apaixonar por Coco, fazendo-lhe questionar seus sentimentos por Chico. A situação se agravou ainda mais quando Pico encontra Coco e Chico fazendo sexo em uma noite, porém, eles "reconciliam-se" na Torre de Tokyo.

## Mangá
O mangá tem um único capítulo, Ame no Hi no Pico to Chico (雨の日のぴことちこ, Um Dia de Chuva Para Pico e Chico). Foi escrito por Aoi Madoka e publicado em Abril de 2007.

## Videojogo
Em 6 de abril de 2008, foi confirmado no blog do produtor de que um jogo para computador intitulado Piko to Chiko: Shota Idol no Oshigoto (ぴことちこ ショタアイドルのオシゴト, Pikotochiko shotaaidoru no oshigoto), estrelado por Chico e Pico seria lançado. O jogo teve sua própria música-tema.

## Compilação de músicas
Uma compilação de músicas chamada Boku no Piko PV Song Collection: Boku, Otoko no Ko dayo (ぼくのぴこ PV Song Collection: 〜ぼく、男の子だよ〜), foi lançada no Japão no dia 9 de julho de 2009. Tem duração de trinta minutos, e inclui mais de oito vídeos musicais, tendo estrelado os personagens dos episódios anteriores. Ela também inclui as opções de karaoke para cada canção. 